# 柱果木榄
柱果木榄（学名：Bruguiera cylindrica），为红树科木榄属下的一个植物种。